# Allogamus stadleri
Allogamus stadleri là một loài Trichoptera trong họ Limnephilidae. Chúng phân bố ở miền Cổ bắc.